# Jubál Károly
Jubál Károly, Juhbál Károly (Székesfehérvár, 1817. augusztus 3. – Pest, 1853. március 3.) tanár, az 1848–49-es szabadságharcot követő függetlenségi szervezkedések egyik vezetője és vértanúja.

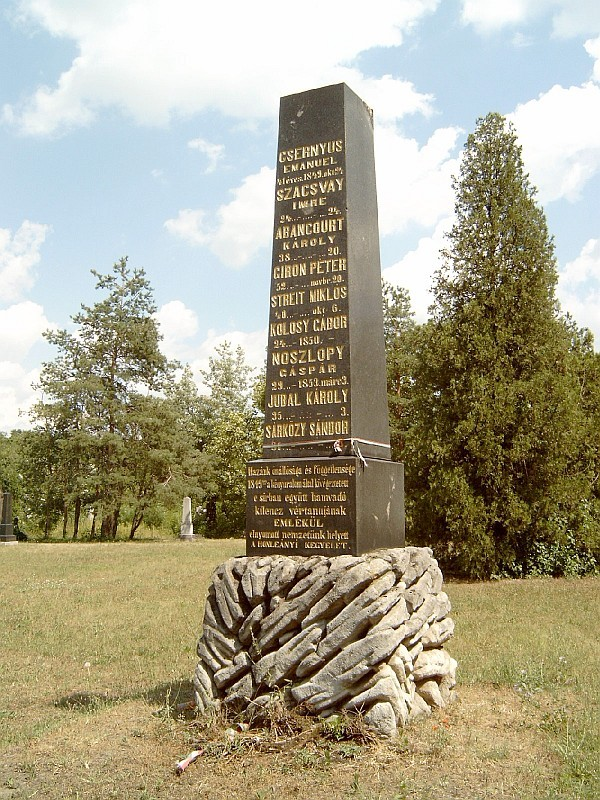
Csernus Menyhért, Szacsvay Imre, Karol Gustaw d’Abancourt de Franqueville, Peter Giron, Streith Miklós, Kolosy György, Noszlopy Gáspár, Jubál Károly, Sárközy Soma az 1848–49-es forradalom és szabadságharc és a Makk-féle összeesküvés kilenc vértanújának közös sírja a Kerepesi temetőben.

## Életpályája
1848 előtt Bécsben, majd Pesten tanárként dolgozott. A szabadságharc alatt Kossuth Lajos gyermekeinek nevelője volt, majd a világosi fegyverletétel után a Kossuth család tagjaival együtt került orosz fogságba. Kiszabadulása után a Kossuth családban házitanítóként működött. Gyakran megfordult Kossuth édesanyja és Kossuth Zsuzsanna budai házában, ahol kapcsolatba került olyan hazafiakkal, akik cselekedni akartak az önkényuralom ellen. Rövidesen arra az elhatározásra jutott, hogy ezeket a hazafias erőket egységbe kell fogni, és meg kell kezdeni egy fegyveres felkelés előkészítését. Megkezdte egy szervezet kiépítését, amely a terv szerint egy Pesten működő központi bizottságból és az ország meghatározott részein működő területi vezetőkből állt volna.  A létrehozott központi bizottság tagjai csak részben ismertek, a vezető szerep bizonyosan Jubál Károlyé és Kossuth Zsuzsannáé volt. A bizottság kapcsolatot tartott Noszlopy Gáspár és Gasparich Márk Kilit csoportjával, továbbá az erdélyi szervezkedést vezető Makk Józseffel és a bécsi szervezkedést vezető Johann Mayjel is. Jubál Károly 1851 októberében személyesen is találkozott Johann Mayjel, ekkor egy tervet dolgoztak ki, mely szerint a nagyobb magyarországi várakat egy összehangolt akció keretében rajtaütéssel elfoglalják, és ezzel teremtik meg a tervezett felkelés bázisát.
Kossuth 1851 novemberében kapott tájékoztatást a hazai szervezkedésekről, és a magyarországi helyzet felmérésére Londonból Magyarországra küldte személyes megbizottját, Piringer Mihályt. Piringert azonban útközben az osztrák rendőrség elfogta, és a nála lévő iratokból, illetve vallomásából megtudta a szervezkedés vezetőinek nevét. Később vált ismertté, hogy a központi bizottság egyik tagja, Wargha István – Pulszky Ferenc volt titkára – a rendőrség besúgója volt, így a Piringertől és Warghától kapott információk alapján az osztrák rendőrség még a tervezett akciók megindulása előtt tudomást szerzett a szervezkedés részleteiről. 1851. december 1-jén történt letartóztatása után Jubál Károly mindent magára vállalt, és ennek valószínűleg szerepe volt abban, hogy a Kossuth család tagjainak a hatóságok engedélyezték a kivándorlást. A bécsi haditörvényszék az összeesküvés több tagját halálra ítélte. Jubál Károlyt Noszlopy Gáspár gerillavezérrel és Sárközy Soma ügyvéddel együtt Pest határában, az Üllői út mentén felakasztották. A kivégzetteket a régi ferencvárosi temető árkába kaparták el. Özvegy Damjanich Jánosné kezdeményezésére 15 évvel később exhumálták és a Kerepesi úti temetőbe szállították további nyolc társával együtt. Földi maradványaik fölé 1870. november 1-jén síremléket állítottak.

## Emlékezete
Jubál Károly, Csernus Menyhért, Szacsvay Imre, Karol Gustaw d’Abancourt de Franqueville, Peter Giron, Streith Miklós, Kolosy György, Noszlopy Gáspár, Sárközy Soma, azaz az 1848–49-es forradalom és szabadságharc és a Makk-féle összeesküvés kilenc vértanújának közös sírja a Fiumei úti sírkertben található.